# Броненосцы типа «Реджина Маргерита»
Броненосцы типа «Реджина Маргерита» (итал. Corazzate pluricalibro classe Regina Margherita) — серия итальянских эскадренных броненосцев конца 1890-х — начала 1900-х годов. Были спроектированы в рамках кораблестроительной программы 1898 года под руководством адмирала Б. Брина, хотя после его смерти в том же году проект подвергся существенной переработке. Как и многие другие итальянские корабли, броненосцы типа «Реджина Маргерита» отличались сравнительно высокой скоростью, достигнутой за счёт ослабления бронирования, и часто рассматриваются как своего рода гибрид между броненосцами и броненосными крейсерами.
Всего в 1898—1905 годах было построено два броненосца типа «Регина Маргерита», вошедших в состав Средиземноморского флота, причём «Реджина Маргерита» являлся его флагманским кораблём вплоть до 1910 года, а в 1912 году оба корабля применялись в ходе Итало-турецкой войны. В годы Первой мировой войны два броненосца типа «Реджина Маргерита» составляли 6-ю бригаду линкоров 2-й эскадры и оба в 1915—1916 годах были потеряны: «Реджина Маргерита» затонул в результате подрыва на выставленных подводной лодкой минах, а «Бенедетто Брин» был подорван австрийскими диверсантами.

## История
После неудачного эксперимента с небольшими броненосцами типа «Аммиральо ди Сан-Бон», которые были признаны «слишком слабыми, чтобы сражаться с броненосцами, слишком медлительными, чтобы догонять крейсера», итальянский флот вновь решил пересмотреть свою доктрину кораблестроения. Вновь было решено вернуться к любимым Бендетто Брином быстроходным кораблям с мощным вооружением и умеренной броневой защитой.
Особое беспокойство у итальянцев вызывал флот соседней Австро-Венгрии. Хотя Австрия и Италия формально были союзниками по «Тройственному союзу», на практике отношения между членами этого искусственного альянса оставляли желать много лучшего. Итальянское военно-морское ведомство опасалось, что в перспективе его противником может стать не только французский, но и австрийский флот. Требовались корабли, способные как на равных сражаться с французскими первоклассными броненосцами, так и эффективно противостоять в Адриатике небольшим, но весьма удачным австрийским броненосцам 2-го ранга.
В конце 1890-х, главный инженер флота, Бендетто Брин разработал проект корабля весьма необычной для того времени конструкции. При очень высокой скорости (порядка 20 узлов), корабли вооружались всего двумя 305-миллиметровыми орудиями в одноорудийных башнях и двенадцатью «промежуточными» 203-миллиметровыми орудиями. Брин одним из первых предсказал тенденцию на увеличение калибра вспомогательной, скорострельной артиллерии, породившую линкор «преддредноутного» типа. Но после смерти Брина в 1898 году, сменивший его на посту главного конструктора флота адмирал Руджеро Альфредо Мишели переработал проект, сочтя необходимым увеличить число орудий главного калибра.

## Конструкция
Корабли серии «Реджина Маргерита» были не слишком крупными броненосцами водоизмещением около 14500 тонн. В отличие от предшествующих дизайнов, они имели сравнительно высокий надводный борт. Как и другие итальянские броненосцы, они имели «симметричный» силуэт с двумя симметрично расположенными мачтами и двумя группами труб. Предполагалось, что в бою подобная симметрия помешает противнику правильно определить направление движения корабля.

### Вооружение
Первоначальный проект Брина предусматривал наличие всего двух 305-миллиметровых орудий и двенадцати 203-миллиметровых орудий. Впоследствии, проект был пересмотрен адмиралом Альфредо Мишели, который переработал концепцию в пользу более «классического» решения.
В результате, главным калибром броненосцев стали четыре 305-миллиметровых 40-калиберных орудия. Это были первые орудия такого калибра, полностью изготовленные в Италии (хотя и не без британского содействия). Их эффективная дальнобойность составляла более 20000 метров (хотя системы управления огнём на момент закладки броненосцев не позволяли прицельно стрелять на дистанции более 10000 метров). Орудия стреляли 417-кг бронебойными снарядами с темпом стрельбы до 1 выстрела в минуту и на момент закладки кораблей находились на уровне лучших мировых образцов.
В дополнение к основным орудиям, итальянские броненосцы впервые в мире несли усиленное вспомогательное вооружение из четырёх 203-миллиметровых 45-калиберных орудий. Верно отследив тенденцию на усиление скорострельной артиллерии и рост дистанций боя, итальянцы одними из первых реализовали эту концепцию. Орудия размещались в казематированных установках по углам надстройки броненосца, и имели эффективную скорострельность до 2 выстрелов в минуту. Их тяжелые 116-кг снаряды, летящие на максимальную дальность до 18 000 метров значительно превосходили стандартные для других флотов 150-170-миллиметровые скорострельные орудия.
Изначальный проект Брина предусматривал скорострельное вооружение состоящее исключительно из 203-миллиметровых орудий. Но адмирал Альфредо Мишели опасался, что меньшая по сравнению с 152-миллиметровыми пушками скорострельность 203-миллиметровых орудий сделает броненосцы беззащитными на малых дистанциях боя. Поэтому, сведя количество 203-миллиметровых орудий к четырём, конструкторы установили на броненосец более «традиционное» вооружение из двенадцати 152-миллиметровых 40-калиберных орудий в казематах на главной палубе.
Противоминное вооружение состояло из двадцати 76-миллиметровых орудий на крыше надстройки, двух 47-миллиметровых и двух 37-миллиметровых орудий на марсах и двух 10-миллиметровых пулеметов. Подобное вооружение было чрезвычайно мощным и полностью соответствовало задаче обороны от миноносцев того времени. Также корабль нес 450-мм подводные торпедные аппараты.

### Броневая защита
Броневая защита корабля была преимущественно рассчитана на противостояние огню скорострельных орудий и могла выдерживать попадания тяжелых снарядов только на больших дистанциях. Узкий броневой пояс толщиной от 76 миллиметров (в оконечностях) до 152 миллиметров (в центре корпуса), изготовленный из Гарвеевской брони прикрывал ватерлинию от штевня до штевня. Центральную цитадель между башнями главного калибра прикрывал дополнительно верхний пояс толщиной в 152 миллиметра и проходивший от верхней кромки главного пояса до основания казематов вспомогательной артиллерии.
Горизонтальная защита обеспечивалась 76-миллиметровой броневой палубой и интенсивным использованием угля. Угольные ямы были расположены так, чтобы эффективно прикрывать подводные части корпуса от затопления.
Артиллерия главного калибра защищалась 250-миллиметровыми броневыми плитами, при толщине барбетов в 203 миллиметра. Вспомогательные орудия стояли в казематах, защищенных 152-мм броней.

### Силовая установка
Огромное внимание было уделено достижению высокой скорости, которую Брин рассматривал как возможность диктовать дистанцию боя и держаться за пределами эффективного радиуса действия тяжелых пушек потенциального противника. Броненосцы класса «Реджина Маргерита» развивали скорость до 20,3 узлов, почти сравнявшись с броненосными крейсерами своего времени. Их силовая установка (две машины тройного расширения) развивала максимальную мощность в 21 790 лошадиных сил. Запаса угля хватало на 11 000 км хода.

## Представители
| Название                              | Верфь                       | Закладка       | Спуск на воду | Вступление в строй | Судьба                                                                      |
| ------------------------------------- | --------------------------- | -------------- | ------------- | ------------------ | --------------------------------------------------------------------------- |
| «Реджина Маргерита» Regina Margherita | верфь флота в Специя        | 20 ноября 1898 | 30 мая 1901   | 14 апреля 1904     | подорвался на минах 11 декабря 1916                                         |
| «Бенедетто Брин» Benedetto Brin       | верфь флота в Кастелламмаре | 30 января 1899 | 7 ноября 1901 | 1 сентября 1905    | погиб от взрыва боезапаса в Бриндизи в результате диверсии 27 сентября 1916 |

## Оценка проекта
Последние корабли, спроектированные непосредственно Брином, броненосцы серии «Реджина Маргерита» по иронии судьбы не стали последними кораблями, воплощающими его идеи, передав эту роль более поздним «Реджина Елена». В результате переработки проекта, предпринятой в порядке «перестраховки», корабли представляли собой воплощение компромиссных решений — четыре 203-миллиметровых орудия, из которых в бортовом залпе участвовало только два, вряд ли можно было бы назвать эффективным дополнением к скорострельной артиллерии. Основная идея Брина — возможность за счет высокой скорости вести бой на дальней дистанции, оставаясь вне радиуса эффективного действия орудий противника и активно используя многочисленные 203-миллиметровые орудия — осталась нереализованной. Замена 203-миллиметровых орудий на 152-миллиметровые привела к тому, что броненосцы класса «Реджина Маргерита» более не могли вести эффективный бой на дальней дистанции и вынуждены были бы приближаться к противнику на радиус эффективного огня 152-миллиметровых орудий — при этом, их тонкий броневой пояс, рассчитанный на ведение боя на дальних дистанциях, был бы несомненно пробит тяжелыми орудиями противника.
В целом, в результате недостаточно продуманной переработки проекта, итальянский флот получил два корабля, бронирование которых было приспособлено к бою на дальних дистанциях, а вооружение — для боя на средних. Получившиеся результаты нельзя было назвать удачными.